# Nibe
Nibe est un lieu au Danemark. Nibe se situe dans la région de Jutland du Nord. À Nibe, il y a 4632 habitants (2006). Chaque année le Nibe Festival est organisé dans la ville. Le roi Frédéric IV de Danemark a donné à Nibe le privilège d'être une bourgade en 1727.

## Liste de personnalités de Nibe
- Marie Askehave née le 21 novembre 1973 (actrice)
- Ole Thestrup né le 12 mars 1948 (acteur)
- Henning G. Jensen  né le 18 mars 1950 (maire de Nibe)